# Museu de la Memòria i els Drets Humans
El Museu de la Memòria i els Drets Humans és un museu de Santiago de Xile que ocupa un edifici de 5.000 m2 des del mes de gener de 2010. Una exposició permanent explica la repressió que va viure el país sota la dictadura d'Augusto Pinochet entre 1973 i 1990 i l'oposició clandestina que s'organitzà entre bona part de la ciutadania. El fons documental del museu compta amb fotografies, testimonis en suport escrit i audiovisual, cartes, premsa i documents jurídics, entre altra documentació. L'edifici també incorpora una biblioteca, un centre de documentació, aules de treball per a grups i una sala per a cinema i altres actes.
L'11 de setembre de 1973 un cop d'Estat dirigit per Augusto Pinochet, comandant en cap de l'exèrcit xilè, va derrocar el govern de Salvador Allende. Des d'aquell moment els nous mandataris van posar en marxa un sistema de repressió contra qualsevol oposició al règim, que va suposar la violació sistemàtica dels Drets Humans. Milers de persones van ser assassinades, torturades o desaparegudes. Aquesta situació també va provocar l'exili a l'estranger de centenars de milers de persones. L'any 1988 se celebrà un plebiscit en el qual la ciutadania es va mostrar majoritàriament en contra de la dictadura, i el 1990 Pinochet deixà el poder.